# Harry Hallenberger
Harry Hallenberger (* 24. Oktober 1877 in Illinois; † 4. März 1954 in Butte City, Kalifornien) war ein US-amerikanischer Kameramann.

## Leben
Harry Hallenberger war ab 1921 in Hollywood für verschiedene Filmstudios als Kameramann tätig. Ende der 1920er Jahre erhielt er einen Vertrag bei Paramount Pictures, wo er fortan fast ausschließlich drehte. Für den Technicolor-Film Louisiana Purchase war er 1942 zusammen mit seinem erfahrenen Kollegen Ray Rennahan für den Oscar in der Kategorie Beste Kamera nominiert. Rennahan gewann den Filmpreis letztlich jedoch mit Ernest Palmer für das Stierkampfdrama König der Toreros (1941). 1947 zog sich Hallenberger, der viele Jahre Mitglied der American Society of Cinematographers war, aus dem Filmgeschäft zurück, ehe er 1954 im Alter von 76 Jahren in Kalifornien verstarb.

## Filmografie (Auswahl)
- 1921: Peck’s Bad Boy
- 1927: Eddie, der Postillion der Liebe (Special Delivery)
- 1929: Rothaut (Redskin)
- 1931: Dr. Jekyll und Mr. Hyde (Dr. Jekyll and Mr. Hyde)
- 1933: Revolution der Jugend (This Day and Age)
- 1935: The Big Broadcast of 1936
- 1937: Forlorn River
- 1939: Night Work
- 1940: Arizona
- 1941: Louisiana Purchase
- 1943: Women at War (Kurzfilm)
- 1943: Mardi Gras (Kurzfilm)
- 1943: Riding High
- 1945: Boogie Woogie
- 1946: College Queen (Kurzfilm)
- 1946: Der Mann aus Virginia (The Virginian)
- 1947: Die Piraten von Monterey (Pirates of Monterey)
- 1947: The Peanut Man

## Auszeichnungen
- 1942: Nominierung für den Oscar in der Kategorie Beste Kamera/Farbe zusammen mit Ray Rennahan für Louisiana Purchase